# Фраунберг
Фраунберг (њем. Fraunberg) општина је у њемачкој савезној држави Баварска. Једно је од 26 општинских средишта округа Ердинг. Према процјени из 2010. у општини је живјело 3.335 становника. Посједује регионалну шифру (AGS) 9177120.

## Географски и демографски подаци
Фраунберг се налази у савезној држави Баварска у округу Ердинг. Општина се налази на надморској висини од 444 метра. Површина општине износи 42,4 km². У самом мјесту је, према процјени из 2010. године, живјело 3.335 становника. Просјечна густина становништва износи 79 становника/km².